# Paris-Chauny
A Paris-Chauny é uma competição de ciclismo de um dia que se disputa no mês de julho. Criou-se em 1980 como corrida amador, sendo desta categoria até 2014. Em 2015 passou a fazer parte do UCI Europe Tour, dentro da categoria 1.2 (última categoria destes circuitos). Em 2018 ascendeu à categoria 1.1.

## Palmarés
| Ano                              | Vencedor              | Segundo                | Terceiro            |
| -------------------------------- | --------------------- | ---------------------- | ------------------- |
| edições amador                   |                       |                        |                     |
| 1980                             | Guy Bricnet           | André Fossé            | Patrice Collinet    |
| 1981                             | Patrice Collinet      | Jean-Marc Follet       | Bernard Stoessel    |
| 1982                             | Claude Saelen         | Bernard Stoessel       | Philippe Miotti     |
| 1983                             | Piers Hewitt          | Ian Manson             | Franck Pineau       |
| 1984                             | Claude Carlin         | Philippe Tesnière      | Jean-Luc Braillon   |
| 1985                             | Thierry Casas         | Rusty Lopez            | Daniel Maquet       |
| 1986                             | Laurent Masson        | Philippe Brenner       | Patrice Malard      |
| 1987                             | Marc Meilleur         | Marc Poncel            | Didier Champion     |
| 1988                             | Greg Oravetz          | Jean-Marie Corteggiani | Lawrence Roche      |
| 1989                             | Philippe Lauraire     | Claude Carlin          | Jean-Cyril Robin    |
| 1990                             | Olaf Lurvik           | Laurent Eudeline       | Jacques Dutailly    |
| 1991                             | John Hugues           | Matt Newberry          | Paul Slane          |
| 1992                             | Adam Szafron          | Czesław Rajch          | Bruno Thibout       |
| 1993                             | Frédéric Pontier      | Emmanuel Mallet        | Ludovic Auger       |
| 1994                             | Gord Fraser           | Edouard Terrier        | Frédéric Gabriel    |
| 1995                             | Franck Morelle        | Jean-Claude Thilloy    | Jérôme Leroyer      |
| 1996                             | Jean-François Lafille | Hervé Henriet          | Vicent Templier     |
| 1997                             | Florent Brard         | Vincent Klaes          | Arnaud Auguste      |
| 1998                             | Jean-Michel Thilloy   | Mickaël Fouliard       | Vicent Templier     |
| 1999                             | Franck Morelle        | Stéphane Augé          | Jean-Claude Thilloy |
| 2000                             | Miika Hietanen        | Mickael Olejnik        | Sylvain Lajoie      |
| 2001                             | Christophe Guillome   | Tony Cavet             | Cédric Loué         |
| 2002                             | Aleksei Levdanski     | Mickaël Buffaz         | Shinichi Fukushima  |
| 2003                             | Pascal Carlot         | David Pagnier          | Stéphane Pétilleau  |
| 2004-2005 edições não realizadas |                       |                        |                     |
| 2006                             | Guillaume Lejeune     | Franck Charrier        | Thomas Nosari       |
| 2007                             | Tomasz Smoleń         | Mateusz Taciak         | Kévin Lalouette     |
| 2008                             | Tony Cavet            | Martial Locatelli      | Mateusz Taciak      |
| 2009                             | Benoît Daeninck       | Sander Maasing         | Guillaume Malle     |
| 2010 edição não realizada        |                       |                        |                     |
| 2011                             | Grégory Barteau       | Mickael Olejnik        | Émilien Clère       |
| 2012                             | Gert Jõeäär           | Jimmy Turgis           | Benoît Sinner       |
| 2013                             | Benoît Daeninck       | Yann Guyot             | Simon Pellaud       |
| 2014                             | Marc Sarreau          | Marc Fournier          | Flavien Dassonville |
| edições profissionais            |                       |                        |                     |
| 2015                             | Maxime Vantomme       | Ronan Racault          | Alberto Cecchin     |
| 2016                             | Dieter Bouvry         | Anthony Giacoppo       | Kévin Le Cunff      |
| 2017                             | Thomas Boudat         | Grégory Habeaux        | Anthony Turgis      |
| 2018                             | Ramon Sinkeldam       | Dion Smith             | Quentin Jauregui    |
| 2019                             | Anthony Turgis        | Robin Carpenter        | Nans Peters         |
| 2020                             | Nacer Bouhanni        | Alexander Krieger      | Danny van Poppel    |
| 2021                             | Jasper Philipsen      | Alberto Dainese        | Andrea Pasqualon    |
| 2022                             | Simone Consonni       | Dylan Groenewegen      | Jason Tesson        |
| 2023                             | Jasper Philipsen      | Jason Tesson           | Paul Penhoët        |
| 2024                             | Arnaud Démare         | Paul Penhoët           | Milan Fretin        |
| 2025                             |                       |                        |                     |

## Palmarés por países
Actualizado após edição de 2023
| França         | 25 |  |               |   |
| Bélgica        | 4  |  |               |   |
| Reino Unido    | 2  |  |               |   |
| Polónia        | 2  |  |               |   |
| Noruega        | 1  |  |               |   |
| Estados Unidos | 1  |  |               |   |
| Bielorrússia   | 1  |  |               |   |
| Estónia        | 1  |  |               |   |
| Canadá         | 1  |  |               |   |
| Finlândia      | 1  |  | Países Baixos | 1 |
| Itália         | 1  |  |               |   |